# Allocosa absoluta
Allocosa absoluta är en spindelart som först beskrevs av Willis J. Gertsch 1934.  Allocosa absoluta ingår i släktet Allocosa och familjen vargspindlar. Inga underarter finns listade i Catalogue of Life.